# Localisation (mathématiques)
Pour les articles homonymes, voir Localisation.
En algèbre, la localisation est une des opérations de base de l'algèbre commutative. C'est une méthode qui construit à partir d'un anneau commutatif un nouvel anneau. La construction du corps des fractions est un cas particulier de la localisation.

## Notion intuitive
La localisation consiste à rendre inversibles les éléments d'une partie (« partie multiplicative ») de l'anneau. L'exemple le plus connu est le corps des fractions d'un anneau intègre qui se construit en rendant inversibles tous les éléments non nuls de l'anneau. On peut aussi voir la localisation comme une manière d'envoyer l'anneau dans un anneau « plus grand » dans lequel on a autorisé des divisions par des éléments qui n'étaient auparavant pas inversibles. Par exemple, l'anneau 𝔻 des nombres décimaux est le localisé ℤ10 de ℤ par rapport à l'ensemble des puissances de 10. De même, l'anneau des fractions dyadiques est le localisé ℤ2 de ℤ par rapport à l'ensemble des puissances de 2.

## Définition
Soit A un anneau commutatif (unitaire). On cherche à rendre inversibles les éléments d'une partie S de A. Si a et b dans S deviennent inversibles, il en sera de même de leur produit dont l'inverse est alors a-1b-1. On travaille donc avec une partie multiplicative, c'est-à-dire un ensemble {\displaystyle S\subset A} stable par multiplication, contenant 1 (en général, on exclut 0, car sinon le localisé est simplement l’anneau nul).

La localisation de l'anneau A en la partie S est alors la donnée d'un anneau, noté S-1A et d'un morphisme {\displaystyle l_{S}\,:\,A\rightarrow S^{-1}A} tels que : 
 et qui vérifient la propriété universelle suivante : pour tout  morphisme d'anneaux {\displaystyle f:A\rightarrow B}, si 
 alors il existe un unique morphisme {\displaystyle g\,:\,S^{-1}A\rightarrow B} tel que {\displaystyle f=g\circ l_{S}}.
L'anneau S-1A est aussi noté AS ou A[S-1] et est aussi appelé l'anneau des fractions de A associé à S, ou à dénominateurs dans S, ou l'anneau des fractions de A par rapport à S.

## Construction
Pour construire l'anneau localisé, on procède comme dans la construction du corps des fractions mais avec une précaution supplémentaire pour tenir compte du fait que l'anneau n'est pas toujours intègre. Sur le produit cartésien {\displaystyle A\times S}, la relation d'équivalence est alors la suivante : {\displaystyle (a,s)\sim (a',s')} si et seulement s'il existe un élément {\displaystyle t\in S} tel que {\displaystyle t(s'a-sa')=0}. Le reste de la construction est la même que celle du corps des fractions. L'utilisation de l'élément {\displaystyle t} est cruciale pour la transitivité.

## Exemples importants
- Les éléments réguliers (c'est-à-dire non diviseurs de zéro) forment une partie multiplicative R ; l'anneau R−1A est l'anneau total des fractions (en) de A ; l'homomorphisme de localisation dans ce cas-là est injectif.
- Le complémentaire {\displaystyle A\setminus p} d'un idéal premier p est une partie multiplicative, et peut donc servir pour localiser l'anneau. Dans ce cas, on note {\displaystyle A_{p}=(A\setminus p)^{-1}A}. C'est un anneau local appelé localisé de A en p. Si A est un anneau de Dedekind et p un idéal premier non nul, {\displaystyle A_{p}} est même un anneau de valuation discrète car il est de plus principal.
Plus généralement, on peut prendre pour partie multiplicative le complémentaire de la réunion d'une famille quelconque d'idéaux premiers de A. Pour une famille finie, on obtient alors un anneau semi-local.
- Lorsque A est intègre, le premier exemple est un cas particulier du second. En effet, l'idéal nul est premier et son complémentaire est {\displaystyle A^{\times }}. Dans ce cas, {\displaystyle (A^{\times })^{-1}A} est un corps appelé corps des fractions de A.
- Lorsque A est intègre, il est égal à l'intersection, dans son corps des fractions, de ses localisés en ses idéaux maximaux[5].
- Lorsque A n'est pas intègre, le complémentaire d'un idéal premier p peut contenir des diviseurs de zéro. L'homomorphisme de localisation {\displaystyle A\to A_{p}} n'est alors pas injectif. Par exemple, considérons l'anneau produit {\displaystyle A=K^{2}} lorsque K est un corps. Il possède deux idéaux maximaux {\displaystyle M_{1}=K\times 0} et {\displaystyle M_{2}=0\times K}. Les deux localisations {\displaystyle A_{M_{i}}} sont alors isomorphes à K et les deux applications canoniques sont en fait les deux projections. Dans ce cas, on constate qu'inverser des éléments n'augmente pas le nombre de ceux-ci mais au contraire le diminue.
- Soit f un élément de A. L'ensemble S réunion de {1} et des puissances positives {\displaystyle f^{n}} (n > 0)  est une partie multiplicative de A. Le localisé de A par rapport à cette partie multiplicative est noté {\displaystyle A_{f}}. Remarquons que {\displaystyle A_{f}} est l'anneau nul si, et seulement si, f est nilpotent. Lorsque A est intègre, {\displaystyle A_{f}} est l'ensemble des fractions qui peuvent s'exprimer comme le quotient d'un élément de A par une puissance positive de f.

## Explication du termelocalisation
Prenons l'anneau de polynômes ℂ[X]. Comme ℂ est algébriquement clos, le spectre premier de ℂ[X] s'identifie à ℂ lui-même (avec un point supplémentaire correspondant à l'idéal nul). Le localisé ℂ[X](X) en l'idéal maximal engendré par X s'appelle le localisé en 0 et est précisément l'anneau des polynômes dans lequel on a autorisé toutes les divisions excepté celles par les polynômes s'annulant en 0. Ce nouvel anneau est l'ensemble des fractions rationnelles sans pôle en 0 (donc holomorphes dans un voisinage de 0). Il permet de s'intéresser aux propriétés des polynômes au voisinage de 0, d'où le terme d'anneau localisé.

## Spectre premier d'une localisation
Soit {\displaystyle S} une partie multiplicative de {\displaystyle A}.  Alors l'ensemble des idéaux premiers de {\displaystyle S^{-1}A} peut s'identifier à la partie des idéaux premiers de {\displaystyle A} disjoints de {\displaystyle S}. Plus précisément, soit {\displaystyle l_{S}:A\to S^{-1}A} le morphisme canonique. Pour tout idéal premier {\displaystyle Q} de {\displaystyle S^{-1}A}, {\displaystyle l_{S}^{-1}(Q)} est un idéal premier de {\displaystyle A} qui est disjoint de {\displaystyle S}, et cette correspondance est biunivoque, la correspondance réciproque associant à tout idéal premier {\displaystyle P} de {\displaystyle A} l'idéal {\displaystyle l_{S}(P)S^{-1}A} de {\displaystyle S^{-1}A}. De plus, le morphisme canonique entre les anneaux intègres {\displaystyle A/l_{S}^{-1}(Q)\to S^{-1}A/Q} induit un isomorphisme entre leurs corps des fractions. 
Noter qu'en général, cette correspondance n'existe pas pour les idéaux maximaux (considérer l'exemple A =  ℤ et S =  ℤ*).
En théorie des schémas, cette correspondance induit un homéomorphisme (pour la topologie de Zariski) entre le spectre {\displaystyle \operatorname {Spec} (S^{-1}A)} de l'anneau {\displaystyle S^{-1}A} et le sous-ensemble {\displaystyle \{P\in \operatorname {Spec} (A)\mid P\cap S=\varnothing \}} de {\displaystyle \operatorname {Spec} (A)}, muni de la topologie induite.

## Localisation de modules
Soient {\displaystyle A} et {\displaystyle S} comme ci-dessus. Soit {\displaystyle M} un {\displaystyle A}-module. Alors le localisé {\displaystyle S^{-1}M} est un {\displaystyle S^{-1}A}-module muni d'un morphisme {\displaystyle A}-linéaire {\displaystyle f:M\to S^{-1}M} tel que tout morphisme {\displaystyle A}-linéaire {\displaystyle M\to N} dans un {\displaystyle S^{-1}A}-module {\displaystyle N} se factorise de façon unique en composé de {\displaystyle f} avec un morphisme {\displaystyle S^{-1}A}-linéaire {\displaystyle S^{-1}M\to N}. Concrètement, {\displaystyle S^{-1}M} est l'ensemble {\displaystyle M\times S} modulo la relation d'équivalence : {\displaystyle (x,s)\sim (x',s')} si et seulement s'il existe {\displaystyle t} dans {\displaystyle S} tel que {\displaystyle t(s'x-sx')=0}. L'application canonique {\displaystyle M\to S^{-1}M} consiste à envoyer {\displaystyle x} sur la classe de {\displaystyle (x,1)}. Son noyau est le sous-module des {\displaystyle x} annulés par un élément de {\displaystyle S}. Ce localisé {\displaystyle S^{-1}M} est isomorphe au produit tensoriel de {\displaystyle M} et {\displaystyle S^{-1}A} sur {\displaystyle A}.
En théorie des catégories, l'opération notée {\displaystyle S^{-1}} qui, à un objet {\displaystyle M} de la catégorie {\displaystyle A}-Mod (catégorie des {\displaystyle A}-modules) associe l'objet {\displaystyle S^{-1}M} de la catégorie {\displaystyle S^{-1}A}-Mod, est un foncteur exact.